# Baccalauréat franco-allemand
Pour un article plus général, voir Baccalauréat (scolaire).
Le baccalauréat franco-allemand est un diplôme spécifique aux cinq lycées franco-allemands : le lycée franco-allemand de Buc, le lycée franco-allemand de Hambourg (ouvert en 2020), le lycée franco-allemand de Fribourg (en), le lycée franco-allemand de Strasbourg (ouvert en 2021) et le lycée franco-allemand de Sarrebruck. Ce baccalauréat a la particularité d’être reconnu par la France et l’Allemagne. Il se passe, contrairement aux épreuves nationales, en avril et mai.
Le baccalauréat franco-allemand ne doit pas être confondu avec l’Abibac, diplôme préparé dans les lycées français jumelés avec des lycées allemands, alors que le baccalauréat franco-allemand est réservé aux lycées franco-allemands,,.